# جنينات
جنينات قرية في ناحية قرى مركز المخرم التابعة لمنطقة المخرّم في محافظة حمص في سورية. وتبعد عن مدينة المخرم خمسة كيلو مترات باتجاه الجنوب. هجرها معظم سكانها بسبب ظروف الحياة القاسية حتى لم يبق من سكان القرية سوى 518 نسمة حسب تعداد عام 2004.

## الزراعة
تشتهر بزراعة القمح والعنب والزيتون واللوز،

## المناطق الأثرية
قرية الجنينات قرية تاريخية فيها اثار منذ فترة مملكة قطنا و الحقبة الرومانية. يوجد في القرية عده أماكن اثرية هامة منها مجموعة الحدائق التي أنشآها الرومان والتي اعطت للقرية اسمها الحالي. واحتوت الجنينات على الكثير من الآثار التاريخية التي لم تجد من يهتم بها وتعرضت للاسف بدورها للتخريب بدلا من أن تكون شاهدة على عمق التراث والتاريخ السوريين.